# عبدالهاشم موتالوف
عبدالهاشم موتالوف (انگلیسی: Abdulhashim Mutalov؛ زادهٔ ۲۷ آوریل ۱۹۴۷) سیاست‌مدار اهل ازبکستان است. وی از ۸ ژانویه ۱۹۹۲ تا ۲۱ دسامبر ۱۹۹۵ نخست‌وزیر این کشور بود.
وی همچنین برندهٔ جوایزی همچون مدال کارگر ممتاز و نشان پرچم سرخ کار شده‌است.